# Сьо Кьо
Сьо Кьо (яп. 尚灝; 14 липня 1787 — 5 липня 1834) — 23-й ван Рюкю в 1803—1834 роках.

## Життєпис
Походив з Другої династії Сьо. Другий син спадкоємця трону Сьо Тецу. Народився 1787 року. 1788 року помирає його батько. 1803 року після смерті небожа Сьо Сеі стає ваном. 1806 року відправив вітальне посольство до сьогуна в Едо. 1808 року отримав ярлин від цінського двору. 1816 року прийняв при дворі британського мореплаця Базиля Галля, що прибув до Рюкю.
Багато уваги приділяв поліпшенню оздоровлення, насамперед у зв'язку з потужною епідемією віспи. Відправляв лікарів до островів міяко і Яеяма, що найбільш страждали від епідемій. замислив оновити збірку законів «Рюкю-каріцу».
У 1820-х роках розорення селянства та криза в сільському господарстві, ознаки якої починалися за попередщників, ннабули загрозливого обсягу. Все це спричинило загальну фінансово-економічну кризу держави.
1828 року через врівноважену поведінку вана Вища рада (сансікан) звернулася до Шімазу Наріокі, очільника Сацума-хана, за дозволом відсторонити Сьо Кьо від влади. На це було отримано схвалення. В результаті Сьо Кьо зрікся влади, передавши її синові Сьо Іку. Проте зберіг титул вана. За іншою версією Сьо Кьо готував план повстання зм етою здобуття незалежності Рюкю, а члени Сансукану злякалися наслідків, насамперед через військову потугу японців, тому вирішили повалити вана.
З 1829 року його охоронцем став японський самурай Сокон Мацумура, але невдовзі Сьо Кьо відправив того до двору сина Сьо Іку. До самої смерті 1834 року колишній ван мешкав у селі поблизу замку Сюрі, де була створена спеціальна резиденція для підтримання монаршої гідності. Наприкінці життя став буддистським ченцем.